# 매킨토시 TV
매킨토시 TV(영어: Macintosh TV) 또는 별칭으로 맥 TV(Mac TV), LD50, 피터 팬(Peter Pan)은 Apple Computer(현 Apple Inc.)가 출시한 제품으로 컴퓨터와 텔레비전의 통합을 시도한 첫 번째 사례이다. 이 제품은 Macintosh LC 500 시리즈와 비슷하게 생겼으나 검은색이다. Macintosh TV는 14인치 소니 Trinitron CRT 디스플레이가 내장되었으며 컴퓨터 디스플레이에서 케이블 지원 TV로 전환할 수 있는 Perfoma 520이다. 본 제품은 스틸 프레임을 캡처할 수는 있지만 디스플레이에 TV 화면을 표시할 수는 없다.

## 같이 보기
- Apple TV
- 아이맥